# Ješkova Ves
Ješkova Ves (hongrois : Jaskafalva) est un village de Slovaquie situé dans la région de Trenčín.

## Histoire
La première mention écrite du village date de 1430.

## Démographie

### Évolution de la population
| Année:               | 1994. | 2004.   | 2014.   | 2024.   |
| -------------------- | ----- | ------- | ------- | ------- |
| Nombre de personnes: | 539   | 504     | 505     | 494     |
| Différence:          |       | -6,49 % | +0,19 % | -2,17 % |

| Année:               | 2023. | 2024.   |
| -------------------- | ----- | ------- |
| Nombre de personnes: | 498   | 494     |
| Différence:          |       | -0,80 % |